# Yadé Kara

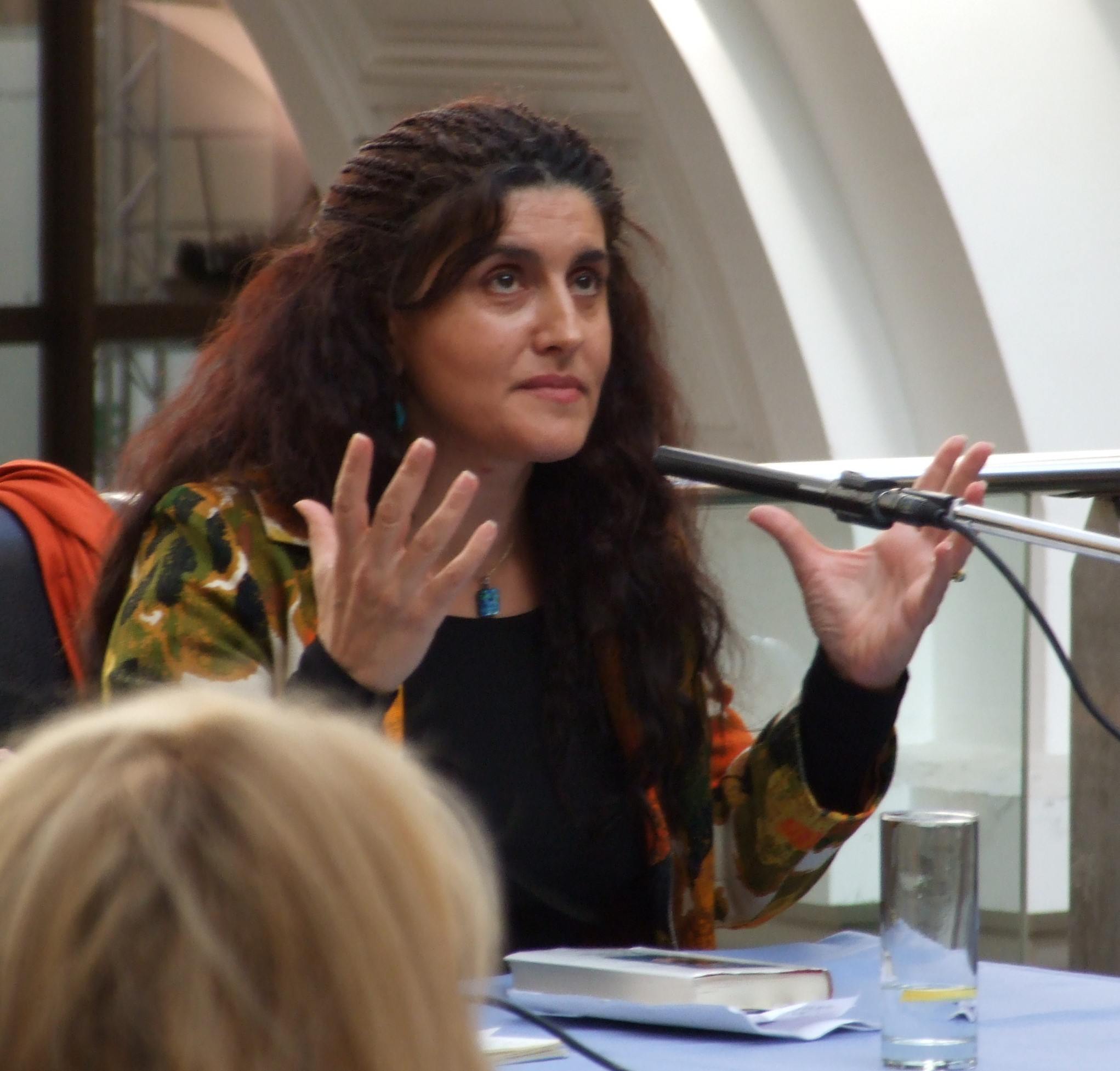
Yadé Kara 2008 in Frankfurt

Yadé Kara (* 1965 in Çayırlı, Osttürkei) ist eine deutsch-türkische deutschsprachige Schriftstellerin.

## Leben
Yade Kara wuchs in West-Berlin auf. Nach ihrem Schulabschluss studierte sie Anglistik und Germanistik und war nebenbei am Berliner Schillertheater tätig. Zeitweise arbeitete sie auch in London, Istanbul und Hongkong, unter anderem als Schauspielerin, Lehrerin und Journalistin. Sie veröffentlichte Beiträge in Hörfunk und Fernsehen.
Ihr erster Roman Selam Berlin (2003) erhielt 2004 den Deutschen Bücherpreis. Außerdem  erhielt sie 2004 den Adelbert-von-Chamisso-Förderpreis. Ein Nachfolgewerk erschien 2008 mit Cafe Cyprus.

## Werke
- Café Cyprus, Roman, Diogenes, Zürich 2008. 375 S. ISBN 978-3-257-06623-4
- Selam Berlin, Roman, Diogenes, Zürich 2003. 381 S. ISBN 3-257-06335-0
  - türk.: Selam Berlin, übersetzt von Nafer Ermiş; İnkılâp, Istanbul 2004. 359 S. ISBN 975-10-2249-5
  - ital.: Salam Berlino  übersetzt von Marina Pugliano; Ed. eo, Rom 2005. 327 S. ISBN 88-7641-646-3